# Euphorbia eustacei
Euphorbia eustacei ist eine Pflanzenart aus der Gattung Wolfsmilch (Euphorbia) in der Familie der Wolfsmilchgewächse (Euphorbiaceae).

## Beschreibung
Die sukkulente Euphorbia eustacei bildet kleine, zweihäusige Sträucher mit einer Wuchshöhe von bis zu 15 Zentimeter aus. Durch eine dichte Verzweigung ergibt sich eine polsterartige Wuchsform mit bis zu 30 Zentimeter Durchmesser. Die bis 11 Zentimeter langen Zweige werden bis 1,9 Zentimeter dick, sind in Felder aufgeteilt und mit abgeflachten Warzen besetzt. Die Warzen werden etwa 4 Millimeter breit und 6 Millimeter lang. An ihnen befinden sich ausdauernde weiße Blütenstandsdornen. Die verkehrt lanzettlichen Blätter werden bis 37 Millimeter lang und 9 Millimeter breit. Sie sind bis 6 Millimeter lang gestielt und mit feinen Flaumhaaren besetzt.
Es werden einzelne Cyathien ausgebildet, die bis 3 Zentimeter lang gestielt sind. An dem Stiel befinden sich zwei bis drei unfruchtbare Tragblätter. Die drei bis vier Tragblätter der Blütenhülle sind verkehrt eiförmig und werden bis 5 Millimeter lang und 3,5 Millimeter breit. Die länglichen Cyathien erreichen einen Durchmesser von 6 Millimeter und stehen einzeln. Die nahezu kugelförmige Frucht wird 6 Millimeter groß hat eine samtige Oberfläche und ist fast sitzend. Der eiförmige Samen wird 3 Millimeter groß und die Oberfläche ist mit flachen Warzen besetzt.

## Verbreitung und Systematik
Euphorbia eustacei ist in der südafrikanischen Provinz Westkap bei Laingsburg verbreitet.
Euphorbia eustacei gehört zur Sektion Anthacanthae der Untergattung Athymalus. Die Erstbeschreibung der Art erfolgte 1913 durch Nicholas Edward Brown.